# Judy Murray
Judy Murray (née Erskine) est une entraîneuse de tennis écossaise, née le 8 septembre 1959 à Bridge of Allan dans le Stirlingshire. Elle est actuellement capitaine de l'Équipe de Grande-Bretagne de Fed Cup,.
Elle est la mère des joueurs professionnels Andy Murray et Jamie Murray, qu'elle a entraînés. Elle a également été elle-même brièvement joueuse professionnelle,. Elle est considérée en Grande-Bretagne comme une pushing mum.
En dehors du monde du tennis, elle a participé à l'édition 2014 de l'émission britannique Strictly Come Dancing.

## Distinction
- Officier de l'ordre de l'Empire britannique

## Publication
- Knowing the Score: My Family and Our Tennis Story, éd. Chatto & Windus, 2017